# Эдельсталь
Эдельсталь (нем. Edelstal) — посёлок в Австрии, в федеральной земле Бургенланд.
Входит в состав округа Нойзидль-ам-Зе. Население составляет 600 человек (на 31 декабря 2005 года). Занимает площадь 5,9 км². Официальный код — 10727.

## Политическая ситуация
Бургомистр коммуны — Геральд Хандиг (АНП) по результатам выборов 2007 года.
Совет представителей коммуны (нем. Gemeinderat) состоит из 13 мест.
- АНП занимает 7 мест.
- СДПА занимает 6 мест.